# Шталаг 367
Штала́г 367 «Ченстохо́ва» (нем. Stalag 367 Tschenstochau) — крупный нацистский лагерь для военнопленных (шталаг) офицерского состава Красной армии, действовавший во время Второй мировой войны на восточной окраине Ченстоховы.

## История лагеря
Концентрационный лагерь был построен летом 1941 года и предназначен для размещения в нём военнопленных в первую очередь с Восточного фронта. Основная территория находилась к востоку от Ченстоховы за рекой Вартой на Золотой горе (пол. Złota Góra) и называлась «Вартелагер» (нем. Warthelager). В этом лагере было 24 барака, по 500 человек в каждом. В городе, в старых казармах, размещалось отделение «Нордказерне» (нем. Nordkaserne). Также было 2 филиала: в Кельцах и Пётркуве-Трыбунальском. После выхода Италии из Второй мировой войны, в лагере были размещены итальянские военнопленные, бывшие союзники немцев.
Условия содержания в лагере были чудовищными. Пленных кормили один раз в день так называемым «супом», почти целиком состоявшем из воды, а также гнилых капустных листьев, мёрзлой картошки и прочих пищевых отходов. По воспоминаниям ченстоховян, пленными была съедена вся трава на территории лагеря. Местные жители по мере сил помогали военнопленным. В книге Януша Пловецкого «Освобождение Ченстоховы 1945» есть рассказ бывшего военнопленного майора Сорокина, который рассказывает, как по ночам к лагерной ограде пробиралась маленькая польская девочка, которая перекидывала через колючую проволоку хлеб и лук узникам. После войны автору удалось отыскать подросшую кормилицу.
Основная часть пленных была вывезена 18 августа 1944, однако часть узников оставались в лагере до освобождения его Красной армией. Лагерь окончательно был ликвидирован в январе 1945 года после освобождения Ченстоховы. На киносъёмке, сделанной фронтовыми операторами Николаем Быковым и Владимиром Сущинским, можно видеть лагерь и освобождённых пленных.
После войны останки погибших итальянцев были эксгумированы и захоронены у себя на родине. Останки советских пленных также были эксгумированы и перезахоронены на местном кладбище «Куле». Одним из членов эксгумационной комиссии был прокурор Ян Петшиковский, впоследствии выпустивший книгу «Stalag 367».

## Известные узники
- Мирошниченко, Виктор Петрович — Герой Советского Союза
- Саркис (Сако) Мангасарян[5] — армянский художник, вёл дневник, по которому готовится к выпуску полнометражный мультфильм[6]
- Карцев, Кузьма Евгеньевич
- Кочнев, Степан Иванович
- Козлов, Пётр Сергеевич
- Розанов, Сергей Иванович
- Власов, Михаил Фёдорович — учёный-лингвист.
- Гуарески, Джованнино
- Андрей Иоанникиевич Пирогов — автор воспоминаний о плене и шталаге 367, изданных в СССР.[7]